# Agdenes

Wappen von Agdenes

Agdenes war eine Kommune (Gemeinde) im mittelnorwegen Trøndelag. Der Sitz der Verwaltung war in Lensvik. Im Zuge der Kommunalreform in Norwegen wurden Agdenes, Meldal, Orkdal und der Hauptteil von Snillfjord zum 1. Januar 2020 zur neuen Kommune Orkland zusammengelegt.

## Geografie
Die Kommune lag an der Südseite der Einmündung des Trondheimsfjords in das Nordmeer und hatte eine Küstenlänge von rund 60 Kilometern. Auf einer Fläche von 318 km² lebten 1693 Einwohner (Stand: 1. Januar 2019). Die Kommunennummer war 5016.
Höchste Erhebung war mit 656 moh. die Hestgrovheia.

## Geschichte
Sie entstand 1964 aus dem Zusammenschluss der Orte Agdenes, Lensvik, Vassbygda und Ingdalen.
„Festung Agdenes“ war im Zweiten Weltkrieg eine Bezeichnung der deutschen Besatzungsmacht für die Festung Austrått auf der Halbinsel Ørland. Die Anlage ist heute ein Museum und beherbergt unter anderem den Geschützturm „C“ des Schlachtschiffes Gneisenau, der nach der Außerdienststellung des schwer beschädigten Schiffes 1942 hier wiederverwendet wurde.
Von 1804 bis 1984 wurde in Agdenes der Agdenes fyr, ein Leuchtturm für die in den Trondheimfjord einfahrenden Schiffe, betrieben. Der Leuchtturm wurde anschließend durch ein unbemanntes Leitfeuer ersetzt.

## Wirtschaft
Einer der Haupterwerbszweige der Gemeinde war der Erdbeeranbau, seit der Bauer Lars H. Selbæk 1886 erfolgreich ein erstes Beet anlegte. Waren ursprünglich vor allem norwegische Studenten und Schüler Erntehelfer, so wurde diese Arbeit später meist von osteuropäischen Hilfskräften versehen. Weitere wichtige Wirtschaftszweige waren traditionell die Forstwirtschaft, die Milchwirtschaft und die Pelztierzucht. Die größten Arbeitgeber waren der Elektronikkonzern Elpro Industrier, der vor allem Schiffs-Armaturen fertigt, und die Großwäscherei Fylkets Fellesvaskeri.

## Wappen
Das Gemeindewappen von Agdenes wurde 1991 gestiftet. Die Blasonierung lautet „Im Hermelin ein roter Schildkopf“; das Hermelin steht zum einen für den Umstand, dass in Agdenes im Mittelalter auch Könige wohnten, zum anderen auch für die heutige Pelztierzucht; das Rot ist nach Angaben der Gemeinde „Sinnbild für den Erdbeeranbau, der Herzenswärme oder des Blutes von der Axt des Königs Erik Blodøks.“